# Studentlocalism
Studentlocalism és una organització estudiantil independentista a Hong Kong que es va fundar l'abril de 2016. La seva seu de Hong Kong va finalitzar les seves operacions el 30 de juny de 2020 hores abans que la llei de seguretat nacional de Hong Kong fos aprovada a Pequín i entrés en vigor el mateix dia, mentre que les seves sucursals a l'estranger a Taiwan, Austràlia i els Estats Units van continuar les seves operacions, defensant per la independència de Hong Kong.

## Detencions
El 29 de juliol de 2020, el fundador i coordinador Tony Chung es va convertir en la primera figura política que va ser arrestada per sospita d'infringir la llei de seguretat nacional. Chung va ser detingut de nou el 29 d'octubre de 2020, amb càrrecs addicionals de blanqueig de capitals i publicació d'articles sediciosos. Se li va denegar la fiança. El 9 de novembre, l'antic membre Tim Luk va ser arrestat per la recentment creada unitat de seguretat nacional de la força de policia de Hong Kong, per "ajudar a fugitius".